# Plamen Markov
 Plamen Markov (Sevlievo, 11 de setembro de 1957) é um ex-futebolista profissional e treinador búlgaro, que atuava como meia.

## Carreira
Plamen Markov fez parte do elenco da Seleção Búlgara de Futebol da Copa do Mundo de 1986 